# Gonomyia ludibunda
Gonomyia ludibunda là một loài ruồi trong họ Limoniidae. Chúng phân bố ở miền Australasia.